# Одран, Клод
Клод Одра́н III, или Младший (фр. Claude Audran III; 25 августа 1658, Лион — 27 мая 1734, Париж) — французский придворный художник-декоратор, рисовальщик, акварелист и гравёр-орнаменталист; один из основоположников искусства рококо и его ранней формы — стиля Регентства, учитель и друг Антуана Ватто.

## Биография

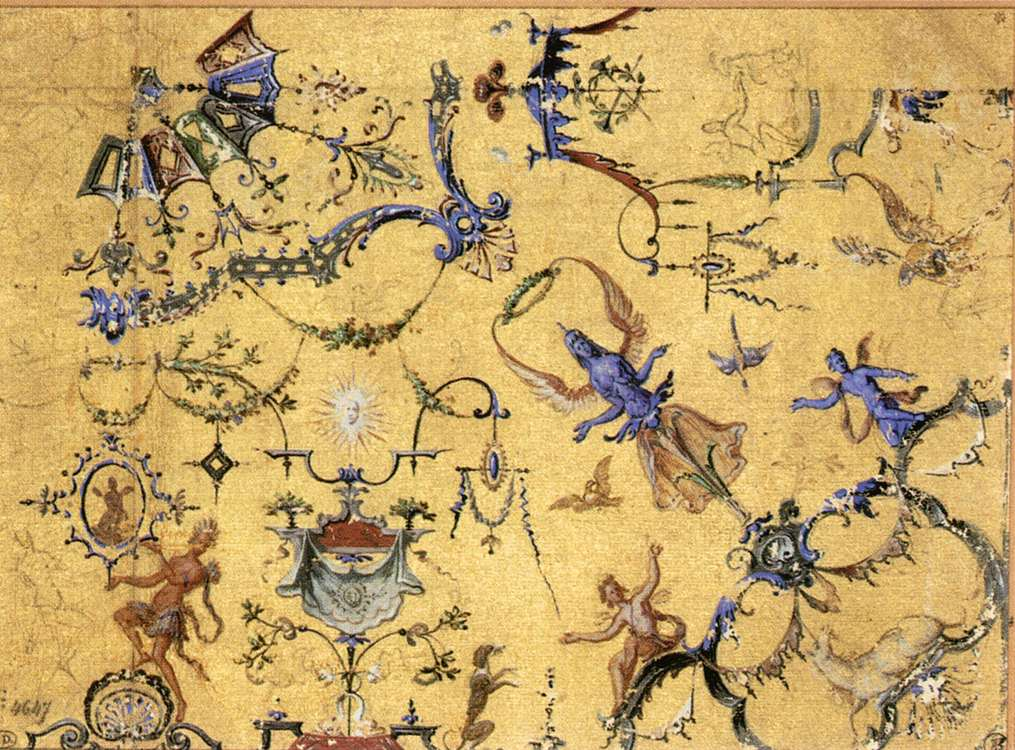
Орнамент. Акварель

Клод Одран ринадлежит к известной семье художников, ведущих своё начало от гравëров времени Людовика XIII. Основоположник этой знаменитой семьи — живописец и гравёр Клод Одран Первый (1597—1675). Его сын Клод Одран Второй (1639—1684) — живописец. Другой сын Жермен Одран (1631—1710) — гравёр. Третий, самый известный, Жерар Второй (1640—1703) — гравёр, выдающийся мастер «большого стиля» эпохи Короля-Солнце Людовика XIV, портретист, орнаменталист. Некоторое время работал в Италии, учился у Карло Маратти, испытал влияние Пьетро да Кортона и других художников итальянского барокко. В 1670 году Жерар Одран Второй вернулся в Париж, где продолжил работу, начатую Ж. Эделинком по воспроизведению в гравюрах композиций «первого живописца короля» Шарля Лебрена. Сам Лебрен говорил, что гравёр «улучшил его картины», применив смешанную технику штрихового офорта и гравюры резцом. Одран гравировал в широкой «рубенсовской манере» по живописным оригиналам Н. Пуссена, Э. Лесюэра, П. Миньяра, Н. Куапеля. Гравюры Одрана составили основу знаменитого «Кабинета» короля и послужили началом гравюрного собрания Лувра. В истории искусства известны и ближайшие родственники Жерара Одрана, гравёры: Бенуа Одран (1661—1721), племянник Жерара — Бенуа Одран Второй (1698—1772) и Жан Одран (1667—1756), были и другие художники.
Но наибольшую славу со временем приобрёл сын Жермена, внук Клода Первого и племянник Жерара Одрана Второго — Клод Одран Младший, или Третий. Он работал в Париже с 1692 года в мастерской Жюля Ардуэн-Мансара. Был придворным живописцем. С 1704 года в течение 29 лет занимал должность хранителя (консьержа) художественных коллекций Люксембургского дворца. Его учеником по декоративному искусству был Антуан Ватто.

## Творчество
Клод Одран Третий разрабатывал орнаментальные композиции в стиле Людовика XIV. Затем стал использовать элементы орнаментики Жана Берена, соединяя их с экзотическими восточными мотивами шинуазри и сенжери, ренессансными гротесками, трельяжами и ламбрекенами, однако в новой «воздушной манере». По свидетельству графа де Келюса, этот художник «возродил вкус к гротеску… и благодаря ему были преданы забвению тяжеловесные, скучные орнаменты его предшественников в этой области. Он стал размещать орнаменты так, что они могли дополняться фигурными сценами и всякими другими по желанию заказчиков; он сумел вызвать у последних интерес к расписным панно и плафонам, и многие живописцы различных жанров нашли тут применение своим талантам».
Клод Одран — автор декоративных панно и картонов для гобеленов, украшавших апартаменты Версаля, дворцы Трианона, Мёдона, Ане, Марли. Сын Людовика XIV, Людовик Великий Дофин, поручил художнику изготовление декоративных украшений для плафона большого зала в Château de Meudon (не сохранились). В 1708 году по картонам Клода Одрана на Королевской мануфактуре Гобеленов была выткана серия шпалер с гротесками (Mois Grotesque par bandes), а затем самая знаменитая серия: «Портьеры богов» (Portières des Dieux), или «Времена года и стихии». Рисунки к ней Одран начал готовить ещё в 1699 году. Эта серия повторялась на протяжении всего XVIII века и стала классическим образцом французского стиля Регентства. Две шпалеры этой серии хранятся в санкт-петербургском Эрмитаже (поступили из музея Училища барона Штиглица). Клод Одран до конца жизни выполнял декоративные росписи, рисунки витражей и изделий прикладного искусства.
Стиль, разработанный Одраном, пользовался популярностью не только во Франции. Благодаря покровительству Дофина и Иосифа Клеменса Баварского, архиепископа Кёльна, художник выполнил декорации дворца в Бонне, что способствовало распространению стиля в Германии.

## Комментарии
1. ↑  Подробнее см.: Josz, 1903, p. 243; Roland Michel, 1984, p. 26; McCullagh, 2000, pp. 36–37.